# 大宏臨
大宏临（韓語：대굉림，?—?），渤海国第三代国王大钦茂的世子，出生后立为王储。由于大钦茂在位56年，大宏临在大钦茂驾薨之前就已经去世了。
793年，大钦茂驾薨时，大宏临的弟弟大貞斡在唐朝宿卫，所以大钦茂的族弟大元义继位，但大元義為政殘暴好殺，沒有多久就被其國人殺了。794年，大宏临的儿子大华玙就被推戴為渤海國國王，重返渤海國上京龍泉府，並改元中興。